# Suzuka Nakamoto
Suzuka Nakamoto (jap. 中元 すず香 Nakamoto Suzuka; ur. 20 grudnia 1997, znana też jako Su-Metal) – japońska piosenkarka, modelka i idolka.
Suzuka Nakamoto znana jest przede wszystkim z występów w zespole Babymetal, którego członkinią pozostaje od 2010 roku. Wydany w 2014 roku debiutancki album tej grupy pt. Babymetal został wyróżniony złotą płytą w Japonii docierając do 100 tys. nabywców. W 2015 roku wraz z grupą otrzymała branżowe nagrody Kerrang! Award i Metal Hammer Golden Gods Award. Nakamoto była także członkinią zespołów Karen Girl's i  Sakura Gakuin. Jej starsza siostra – Himeka również jest piosenkarką, członkinią zespołu Nogizaka46.